# Première circonscription de Kofele
La première circonscription de Kofele est une des 178 circonscriptions législatives de l'État fédéré Oromia, elle se situe dans la Zone Ouest Arsi. Son représentant actuel est Suleyman Dadafo Weshe.